# Chiesa del Preziosissimo Sangue di Gesù
La chiesa del Preziosissimo Sangue di Gesù è un luogo di culto cattolico che si trova in via Boccherini a Firenze.

## Storia e descrizione
Nel 1952 sorse in prossimità del Mugnone una cappella per il rito religioso voluta dai Missionari del Preziosissimo Sangue e nel 1955 venne costituita la parrocchia. Contemporaneamente fu costruita in calcestruzzo armato dagli architetti Avetta e Sciascia una nuova chiesa, ultimata e consacrata nel 1960.
Salendo una scalinata in parte coperta si aprono tre portali per accedere all'edificio sacro dalla sobria facciata rivestita in pietra. All'interno, ad aula spaziosa e luminosa, sulla parete di fondo dietro all'altar maggiore è stato realizzato un grande Crocifisso in mosaico da Mario Pagliardini (1959), mentre alla parete di destra è collocata una Madonna col Bambino in ceramica policroma di Angelo Biancini.

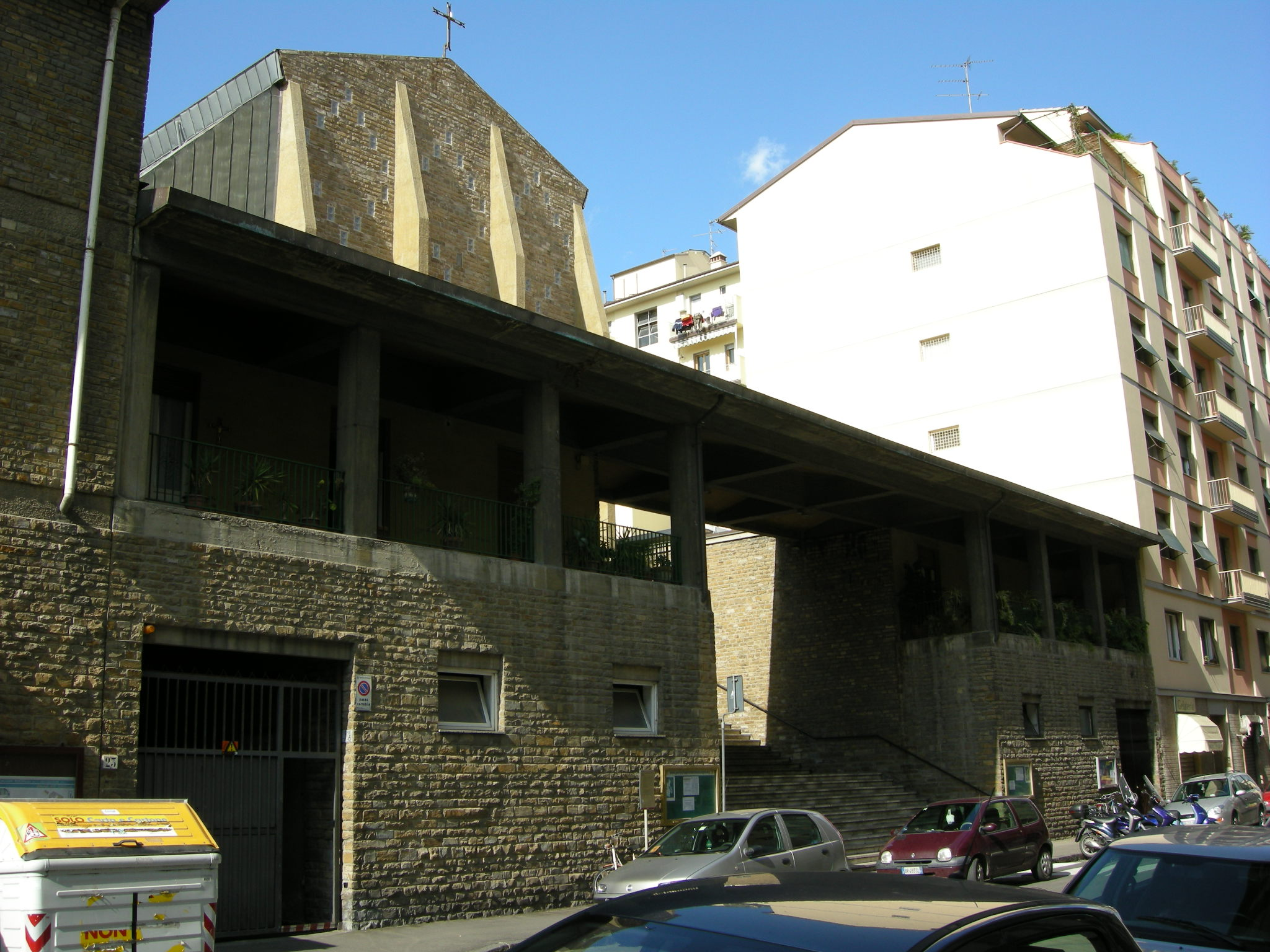
Altra veduta
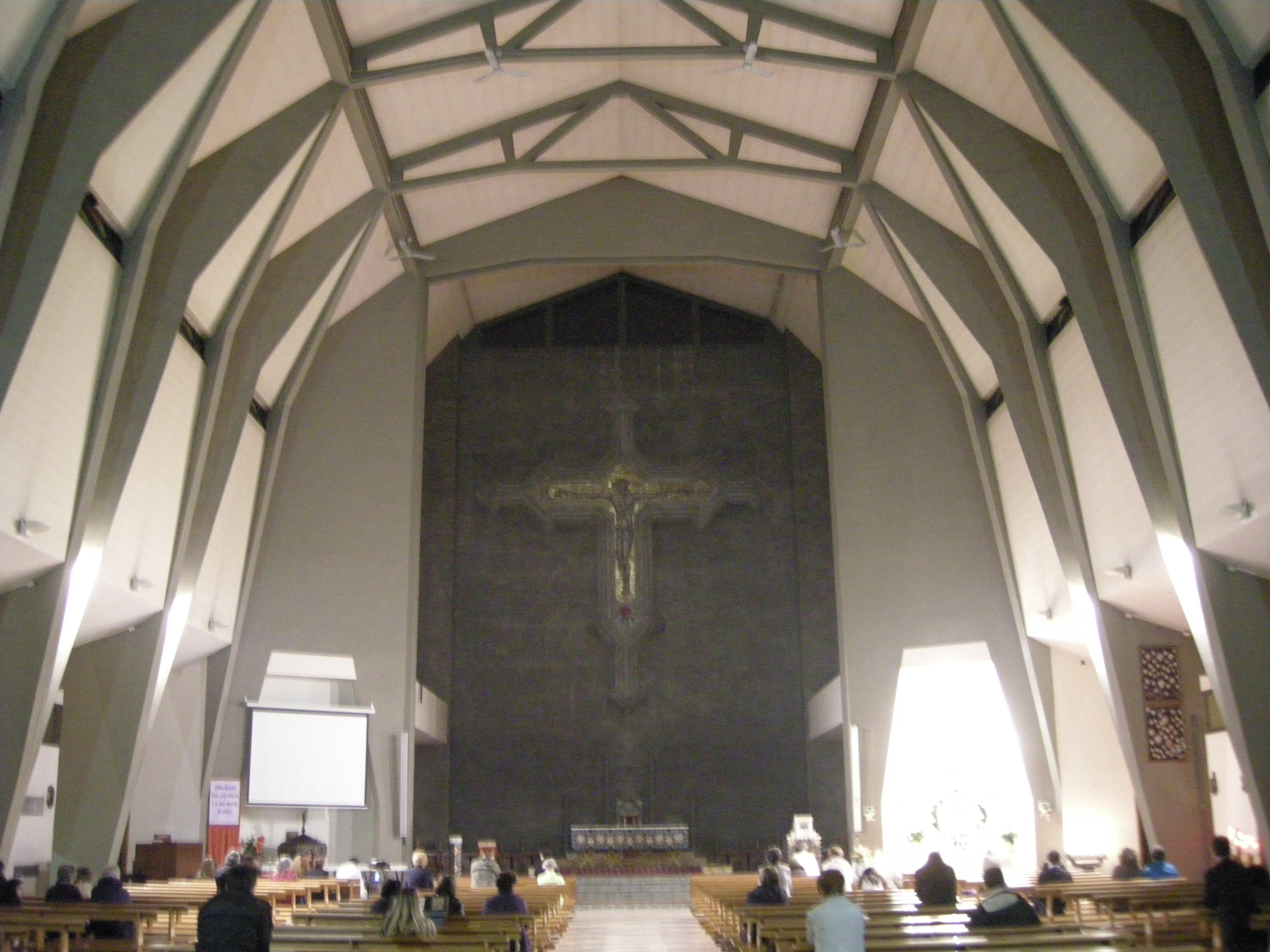
Interno